# 마누 인티레이미
마누 인티레이미(Manu Intiraymi, 1978년 4월 22일 ~ )는 미국의 배우이다.

## 영화
- 파이브 패신저스 (2018년)
- Literally, Right Before Aaron (2012) - 단편
- 러브 드라이브 (2011, Driving by Braille) - 제이슨 역
- 엑스퍼드 (2011년)
- 친구의 친구를 사랑했네 (2000년)
- 고 (1999년)